# Подград
Подград (словен. Podgrad, итал. Castelnuovo d’Istria) је насеље од 590 становника на Красу. на путу Ријека - Трст у саставу Општине Илирска Бистрица на југу Словеније.

## Географија
Подград је погранично место које се налази на јужном или ћићаријском Красу измeђy Бpкинa и Ћићapијe на рубу крашке долине Пoдгpajcкo подоље (итал. Valsecca) на 543 м н/в, Cтарије збијено насеље је на обронцима флишних узвисина Грмаде и Старога града, а новији део лежи ниже, крај главног пута Ријека - Трст (од Ријеке удаљен 33 км, од Трста 38 км); од Подграда северно води пут од 13 км до Илирске Бистрице. Од граничног прелаза источно према хрватском делу Краса, Пасјака удаљен је 7 км., а од Оброва на западу, 6 км. Већи врхови: Дреновник 712 м, Ковачев Стржен 623 м, Гола горица 574 м и Грмада 677 м, а јужно је гранично брдо Трстеник (838 м) и насеље Муне.

## Историја
Oво подручјe је настањавало келтско-илирско племе Јаподи, а Римљани на путу Тергесте (Трст) - Тарсатика (Ријека) граде утврду Castrum Novum за који знамо захваљујући што га је 44. године цитирао цар Клаудије.
У раном средњем веку смењује се Одоакар, Остроготи, краљ Теодорик те Визант све до 788. када настаје Франачка. Германски феудалци Подград називају Ныojxyc (Neuhaus), док су га Словени називали Новиград, а касније Подград (испод каштела). У XI. в. је на брду (670 м н/в) изграђен каштел (Стари Град), а први пут се спомиње 1281. Након што су се смењивали разни власници 1426. гроф Хенрик IV. продаје феуд општини Трст за 2.000 дуката. Венеција се занима за утврду којом су се користили у одбрани од Османлија 1463.-1521., који више пута нападају Каштел. Захваљујући миру у Wормсу 1521. Подград се враћа Аустрији. Каштел је демолиран 1550. по наредби цара иритираног намерама да се Каштел прода Венецији. Каштел је 1619., након разарања и пљачке Подграда од ускока у Ускочком рата, обновљен. Каштел су до 1848. држали копарска породица Гавардо и капетан Раунацх из Трста те феудалци Петаци (Petazzi), Кобенцел, Маренци, Туринети (Turinetti de Priè) и Монтекуколи (Montecuccoli). Напуштен је од племства у XIX. в. па га 1815. Аустријанци поновно реконструишу. До Првог светског рата био је важно прометно и културно средиште.

### Административна подела
До 1046. тај део Краса је спадао у Крањску грофовију када Хенрик III, читав Крас ставља под Истарску марку. Отуд и италијански назив Castelnuovo d’Istria, а касније код формирања Аустријског приморја 1849. општина Поград је у саставу Маркгрофовије Истре. Постаје седиште котара (Безирк Подград-Цастелнуово као део Хауптманшафта (Hauptmannschaft) Волоско) са судом и порезномi. Када већи део Јулије долази под Краљевину Италију Општина Подград је најпре у округу Волоско-Опатијa, а затим у копарском округу Истарске провинције, да би 1928. била одвојена од Истре и припојена у Кварнерску провинцију.
Опшина Подград је 1936. имала 7.186 становника. Сам Подград је имао 566 становника, али је општина обухватала велик део источног Краса, од Оброва до Жејане (602 становника), Велих Муна (641) и Малих Муна (498), које су након 1945. дошле под Хрватску. Од 1945. Подград је, као и већи део Краса, је потпао под Словенију, у саставу покрајине Нотрањске у статистичкој Приморско-нотрањској регији.

## Привреда
Осим бављења пољопривредом, мештани су од 1955. већином запослени у индустријском предузећу за прераду пластичних маса Плама из којег су настале твртке Плама Пур, Термопласти, Изотерм и Плама Гео са 440 запослених.

## Становништво
Према подацима Статистичког уреда РС 2020. године насеље је имало 590 становникa.
| Број становника по пописимa | Број становника по пописимa | Број становника по пописимa |
| --------------------------- | --------------------------- | --------------------------- |
| 1991                        | 2002                        | 2011                        |
| 627                         | 607                         | 614                         |

## Спорт
Од спортова је у мјесту активан фудбалски клуб Плама Подград. Постојеће фудбалско игралиште је 2006. године покривено умјетном травом уз финанцијску помоћ УЕФА-е.